# 午尾の滝
午尾の滝（ごおのたき）は、徳島県阿南市深瀬町の深瀬八幡神社にある滝。落差は約30m。

## 地理
那賀川の中流、加茂谷地区の深瀬八幡神社裏にある。夏場の雨量の多い次期は水量が多いが、冬の乾燥期はほとんど水量がない。
滝の流れが馬の尾に似ていることから、「午尾の滝」といわれるが、字が似ているせいか、「牛尾の滝（うしおのたき）」とよく間違われている。
那賀川中流のこの辺りは、沈下橋もあり、美しい川の景色が広がっている。とくしま水紀行50選に選定。

## 交通
- 徳島自動車道「徳島インターチェンジ」より車で約50分。
- JR「阿南駅」より車で約20分。